# Nasenbluten

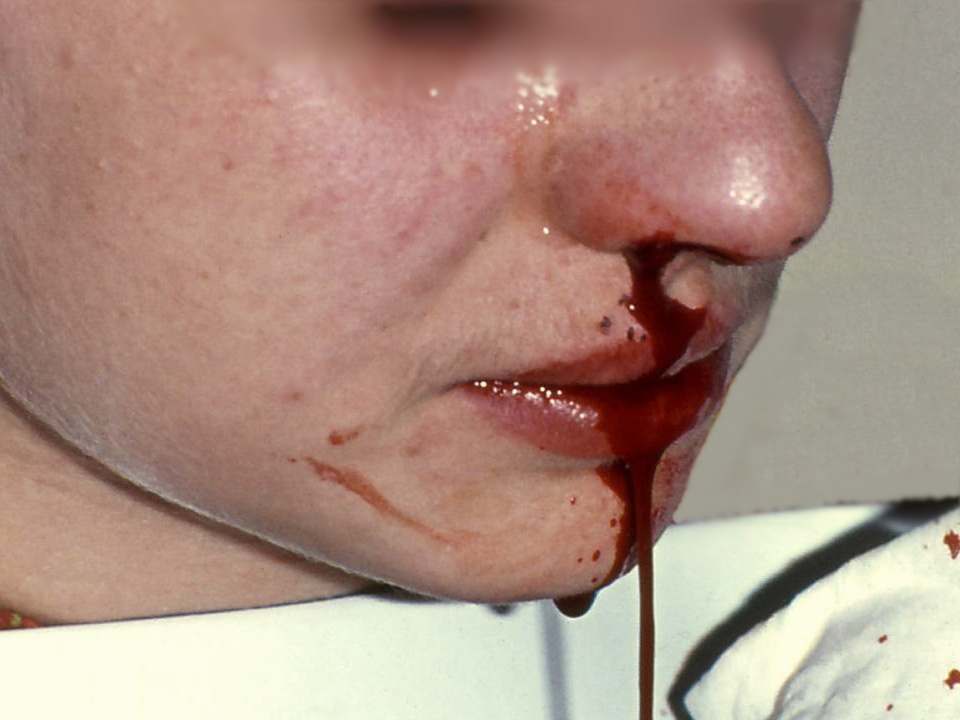
Nasenbluten

Nasenbluten oder Epistaxis (griechisch ἐπί ‚oben‘ σταζω ‚tropfen‘; starkes Nasenbluten auch Rhinorrhagie) bezeichnet den Austritt von Blut aus der Nase. Es ist in den meisten Fällen nicht gefährlich, kann jedoch in Einzelfällen kaum zu beherrschen oder auch lebensbedrohlich sein. Gefährliche Blutungen stammen meist aus den hinteren Nasenabschnitten (Arteria sphenopalatina). In über 80 % der Fälle wird das Nasenbluten durch lokale Gefäßverletzungen der Schleimhaut der vorderen Nasenscheidewand ausgelöst.

## Ursachen
Die Ursachen für Nasenbluten sind unterschiedlich. Man unterscheidet Nasenbluten durch örtliche Ursachen von Nasenbluten als Symptom einer Allgemeinerkrankung.
1. lokal bedingtes Nasenbluten
  - sogenanntes idiopathisches oder konstitutionelles Nasenbluten; tritt wiederkehrend vor allem bei Kindern auf
  - physische, chemische oder entzündliche Schädigung der Nasenschleimhaut (z. B. Gefäßverletzung im Bereich des Locus Kiesselbachi am Übergang vom Nasenvorhof zur Nasenhaupthöhle, beispielsweise durch Nasenbohren, Drogenmissbrauch, iatrogene oder entzündliche Perforation der Nasenscheidewand, Nasenfremdkörper, Rhinolith)
  - Trauma (z. B. Fraktur der Schädelbasis, Fraktur der Nasenbeine oder der Nasenscheidewand)
  - gut- und bösartige Nasen-, Nasopharynx- und Nasennebenhöhlentumoren
  - Bildung von Sporn und/oder Leisten
  - Allergie, akute Rhinitis, Austrocknung der Nasenschleimhäute (z. B. durch Klimaanlagen)
2. Nasenbluten als Symptom einer Allgemeinerkrankung bei
  - akuten Infektionskrankheiten (z. B. Virusgrippe, Typhus, Masern)
  - Gefäß- und Kreislauferkrankungen (z. B. Arteriosklerose, arterielle Hypertonie, Osler-Rendu-Weber-Krankheit, Purpura Schönlein-Henoch, Granulomatose mit Polyangiitis, Diabetes mellitus, arteriovenöse Malformation)
  - hämorrhagischer Diathese (z. B. Hämophilie A und B, Mangel an Vitamin K, hepatozelluläre Insuffizienz, Gerinnungshemmer)
  - Thrombozytopathie (z. B. Willebrand-Jürgens-Syndrom, Urämie, Dysproteinämie, unerwünschte Arzneimittelnebenwirkungen von Dextran und Acetylsalicylsäure)
  - Thrombozytopenie, beispielsweise idiopathische thrombozytopene Purpura, Proliferationsstörung oder Verteilungsstörung der Thrombozyten
  - Mangel an Vitamin C (Skorbut)
  - hormonellen Veränderungen oder Krankheiten, beispielsweise Phäochromozytom, Diabetes mellitus
  - Genetisch bedingte Erkrankungen (z. B. Ehlers-Danlos-Syndrom, hereditäre hämorrhagische Teleangiektasie, Glukose-6-Phosphatase-Mangel, Glukose-6-Phosphat-Transporter-Defekt, Hermansky-Pudlak-Syndrom, X-gekoppelte Thrombozytopenie mit/ohne dyserythropietischer Anämie, X-gekoppeltes beta-Thalassämie/Thrombozytopenie-Syndrom, Mikrodeletion 9q33.3q34.11, Morbus Gaucher Typ 1, Wiskott-Aldrich-Syndrom, Bernard-Soulier-Syndrom, das Gray-Blutplättchen-Syndrom, Stormorken-Syndrom, Chilton-Okur-Chung-Neuroentwicklungs-Syndrom u. a.)

## Anatomie

Arterielle Versorgung der Nasenhöhle

Anatomisch lässt sich die arterielle Versorgung der Nasenhöhle in ein vorderes, oberes und ein hinteres, unteres Versorgungsgebiet einteilen. Die Arteria ethmoidalis anterior und posterior versorgen hierbei die vordere, obere Nasenhöhle. Sie entspringen der Arteria ophtalmica, ein Ast der Arteria carotis interna. Arteria sphenopalatina und Arteria palatina major sind dagegen für das hintere, untere Versorgungsgebiet verantwortlich. Sie entspringen der Arteria maxillaris, welche wiederum der Arteria carotis externa entspringt. Der Locus Kiesselbachi, als Zusammenfluss aller genannten Arterien sowie der Arteria labialis superior, liegt im vordersten Abschnitt der Nasenhöhle.
Klinisch wird Nasenbluten, aufgrund einer unterschiedlichen therapeutischen Herangehensweise, meist in vorderes und hinteres Nasenbluten eingeteilt. „Vorderes Nasenbluten“ (Epistaxis anterior) bezieht sich dabei primär auf die besonders häufigen Blutungen aus dem Locus Kiesselbachi. „Hinteres Nasenbluten“ (Epistaxis posterior) meint dagegen vor allem Blutungen aus den hinteren Abschnitten der A. sphenopalatina.

## Symptome
Nasenbluten ist am austretenden Blut aus der Nase zu erkennen. In den meisten Fällen ist es dunkelrot, kann aber auch hellrot spritzend sein (arterielle Blutung). Gelegentlich kann jedoch ein Nasenbluten vorgetäuscht sein, wenn bei starken Blutungen anderer Lokalisation (z. B. Blutung bei Ösophagusvarizen) Blut über die Nase austritt.

## Gefahren
Bei arteriellem Nasenbluten besteht die Gefahr des Verblutens (hypovolämischer Schock). Beim Bewusstlosen besteht die Gefahr der Aspiration von Blut, also des Einatmens von Blut in die unteren Atemwege. Das Verschlucken von Eigenblut ist nicht gefährlich, führt jedoch häufig zu Erbrechen, da Blut als starkes Emetikum wirkt.

## Diagnose
Zur Diagnose des Nasenblutens gehört die Messung des Blutdrucks. Bei starken Blutungen soll mittels Blutentnahme der Hämoglobinwert, die Thrombozytenzahl, die Blutungszeit und die Thromboplastinzeit, die partielle Thromboplastinzeit (PTT) und die Thrombinzeit (TZ) bestimmt werden, wodurch der Blutverlust quantifiziert und eine Störung der Blutgerinnung ausgeschlossen werden kann. Um den Blutungsort zu bestimmen, kann die Nasenschleimhaut nach lokaler Betäubung und Abschwellung mittels vorderer Rhinoskopie oder Endoskopie inspiziert werden.

## Sofortmaßnahmen
Insbesondere bei Kindern mit Nasenbluten gilt, beruhigend auf den Patienten einzuwirken. Der sitzende Patient beugt den Kopf nach vorne, damit das Blut nach vorne aus der Nase fließen kann. Wird der Kopf nach hinten gebeugt, wird das Blut verschluckt und das Ausmaß der Blutung kann nicht beurteilt werden, bei Bewusstseinstrübung besteht die Gefahr der Blutaspiration mit Verlegung der Atemwege. Die Nasenflügel können dann über einige Minuten komprimiert werden, wodurch ein unkompliziertes Nasenbluten aus den vorderen Nasenabschnitten, insbesondere das häufige Bluten vom Locus Kiesselbachi an der Nasenscheidewand, zum Stillstand kommen sollte. Wichtig ist hierbei eine ununterbrochene Kompression für 15 bis 20 Minuten, um der physiologischen Blutstillung genügend Zeit einzuräumen. Zu frühes Überprüfen des Erfolgs durch Nachlassen der Kompression sollte unterbleiben. Arterielle Blutungen aus den hinteren Nasenabschnitten werden durch Kompression der Nasenflügel nicht beeinflusst, das Blut tritt dann unvermindert durch den Mund aus. Des Weiteren können nasse, kalte Wickel im Nacken dabei helfen, das Nasenbluten zu bekämpfen.
Führen diese Maßnahmen zu keiner Besserung oder treten bedrohliche Symptome auf (großer Blutverlust, lange anhaltendes Nasenbluten, Bewusstseinstrübung des Patienten), ist eine umgehende Behandlung in einer Fachabteilung eines Krankenhauses erforderlich. Sofortige ärztliche Maßnahmen sind insbesondere bei bekannten Blutgerinnungsstörungen, also Störungen in der Hämostase, erforderlich.

## Weitere Therapie
Bei HNO-Fachärzten oder im Krankenhaus mit HNO-Abteilung stehen weitere Möglichkeiten der Blutstillung zur Verfügung. Dazu gehören eine Ätzung mit Silbernitrat bei geringem Nasenbluten aus dem Locus Kiesselbachi, die vordere oder hintere (Bellocq-Tamponade) Nasentamponade, Elektro-/Laserkoagulation, Gefäßunterbindung (Arteria ethmoidalis anterior und posterior, Arteria maxillaris) oder eine interventionelle angiographische Embolisation. Eine bewährte Methode bei Vorerkrankung an Morbus Osler ist der Einsatz eines Nd:YAG-Lasers zur Verödung prominenter Blutgefäße im Bereich des Locus Kiesselbachi.
Weiterhin werden ggf. auch systemische oder lokale Ursachen des Nasenblutens behandelt, um ein erneutes Auftreten zu vermeiden.